# Morana (déesse)

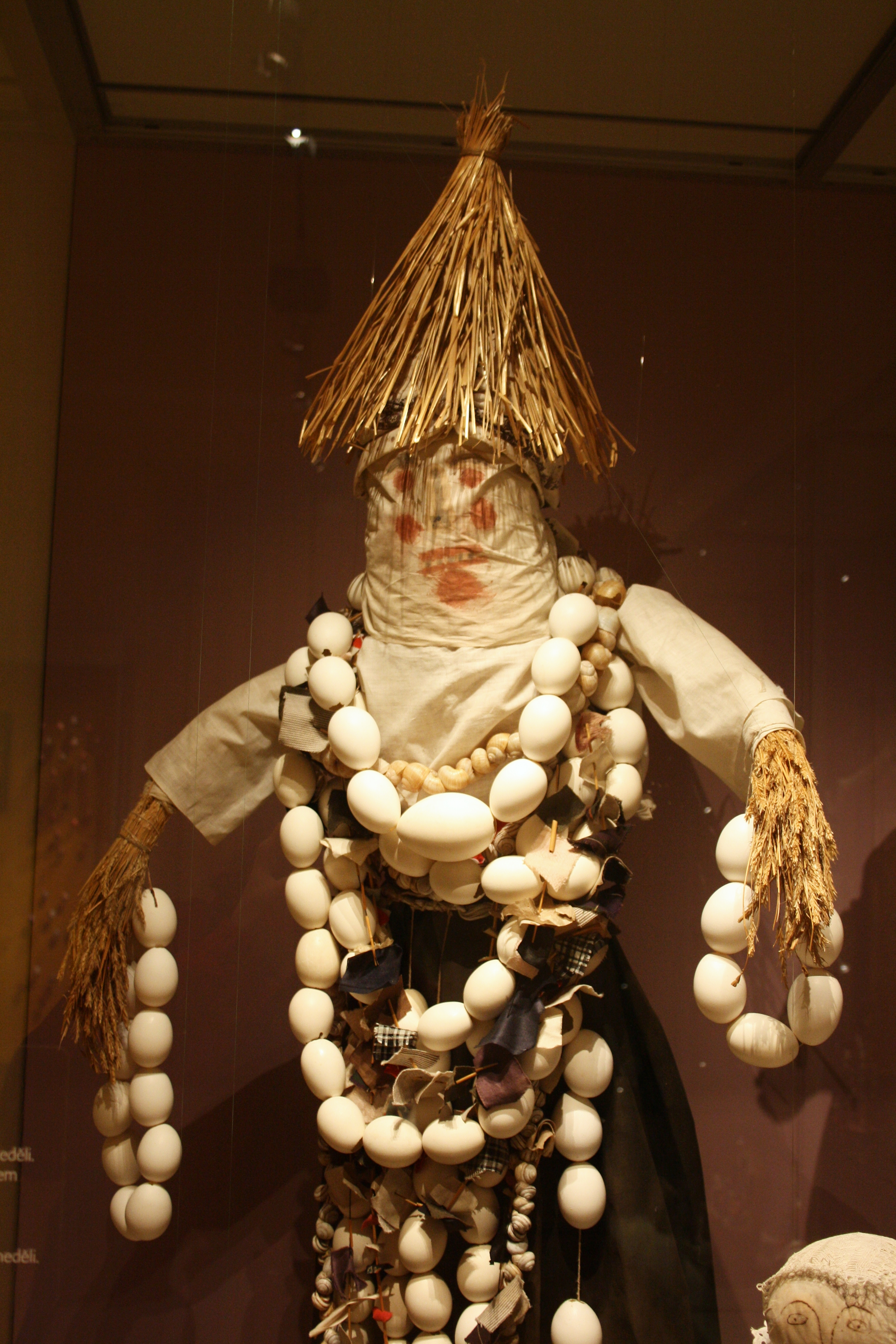
Épouvantail Morana. République tchèque

Morana (Marzanna, Murava, Moréna Morena ou Marena), déesse slave de la Mort, associée à l'hiver et à la Sorcellerie.
Le Bucher de Morana est un festival folklorique toujours présent en Slovaquie, en Pologne, en République tchèque et en Ukraine.

## Sources
- Marjorie Yovino-Young. Pagan Ritual and Myth in Russian Magic Tales: A Study of Patterns. Edwin Mellen Press, 1993
- D.A. Gavrilov, A.E. Nagovitzhyn. Slavic Gods. Paganism. Tradition (Боги славян. Язычество. Традиция.) Moscow, 2002
- Skvortzov, Konstantin. Mater Verborum, XIIIth century Czech manuscript, with comments. Saint Petersburg Academy of Sciences, 1853.